# Phaeaphodius jouravliowi
Phaeaphodius jouravliowi är en skalbaggsart som beskrevs av Edmund Reitter 1907. Phaeaphodius jouravliowi ingår i släktet Phaeaphodius och familjen Aphodiidae. Inga underarter finns listade i Catalogue of Life.